# Sankiloti
Sankiloti  je bio pogrdan naziv za francuske revolucionare koji su nosili duge hlače umjesto culottes, svečanih dokoljenki kakve su nosili aristokrati i viša klasa. Naziv je stvoren od fr. sans, bez + culotte, kratke plemićke hlače (od pojasa do koljena).
Sankiloti su bili ljudi koji su živjeli isključivo od fizičkog rada: radnici, zanatlije, nosači, krčmari itd. Termin se kasnije počeo upotrebljavati i za loše obučene i opremljene dragovoljce u revolucionarnoj vojsci početkom francuskih revolucionarnih ratova. Budući da su brojni sankiloti bili organizirani u narodne garde, oružanu snagu francuske revolucije, sankilot  postaje i sinonim za rodoljuba, proletera u doba Francuske revolucije. S druge strane, postali su politički utjecajni kad su podržavali jakobince, međutim imali su i različite političke ciljeve. Pa termin sankilot  može označavati i ekstremnog pristašu radničke klase. Danas se termin sankilotizam  može koristiti i za radikalne egalitarističke republikanske principe.
Sankilot je prvobitno označavao karikaturu radničke klase, ali se brzo razvio u uobičajeni naziv za pobunjeni proletarijat koji je zahvatila revolucija. Sankiloti su se često prepoznali po "jakobinskoj kapi" (frigijska kapa) i međusobnim oslovljavanjem s citoyen - građanin umjesto s monsieur – gospodin.
Pokret je najveći uspjeh doživio od lipnja do rujna 1793. donošenjem odluke o maksimalnoj cijeni žitarica i terorom protiv ’’neprijatelja revolucije’’.